# Andrea Gessl-Ranftl

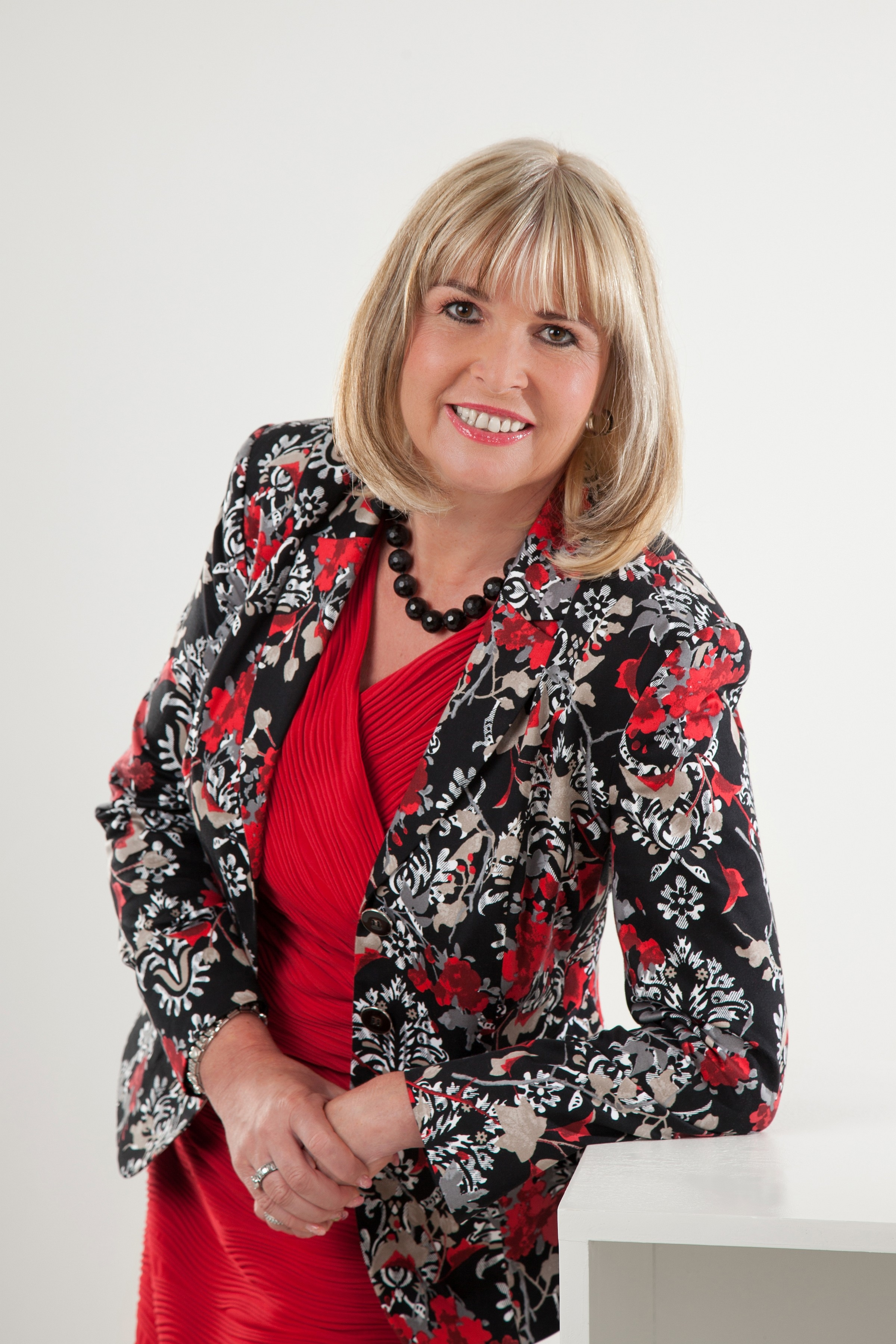
Andrea Gessl-Ranftl (2014)

Andrea Gessl-Ranftl (* 16. November 1964 in Leoben) ist eine österreichische Politikerin (SPÖ). Von 2008 bis 2017 war sie Abgeordnete zum Österreichischen Nationalrat.

## Ausbildung und Beruf
Andrea Gessl-Ranftl besuchte von 1971 bis 1975 die Volksschule in Trofaiach und anschließend acht Jahre das Bundesrealgymnasium in Leoben, wo sie 1983 die Matura ablegte. In der Zeit von 1983 bis 1986 absolvierte Gessl-Ranftl die Pädagogische Akademie in Graz und schloss den Studienlehrgang als Hauptschullehrerin in den Fächern Deutsch und Biologie sowie als Lehrerin der Polytechnischen Schule ab. Im Schuljahr 1988/1989 arbeitete sie am Leobener Gymnasium in der Nachmittagsbetreuung und anschließend war sie neun Jahre im Schülerhort Josefinum als Lehrerin beschäftigt. Viele Jahre übte sie auch die Tätigkeit einer Erziehungshelferin und danach als verhaltenspädagogische Stützlehrerin im Bezirk Leoben aus. Ihr Betätigungsfeld umfasste Schüler mit besonderen Erziehungsbedürfnissen und Beeinträchtigungen im sozialen, aber auch emotionalen Bereich.
Ab September 2017 ist sie als Beratungslehrerin tätig.

## Politische Laufbahn
Ihre politische Laufbahn begann Andrea Gessl-Ranftl im Jänner 2004 als SP-Frauenvorsitzende von Trofaiach, seit September 2004 ist sie auch stellvertretende SP-Stadtparteivorsitzende und seit November 2004 Mitglied im steirischen Landesfrauenvorstand. Am 7. April 2005 wurde die Politikerin in den Trofaiacher Stadtrat berufen, wobei sie diese Funktion am 26. Oktober 2005 zurücklegte. Am 25. Oktober 2005 wurde Andrea Gessl-Ranftl als Abgeordnete zum Steiermärkischen Landtag angelobt. Von 2006 bis 2008 übte sie das Amt als stellvertretende Leobner SP-Bezirksfrauenvorsitzende aus, von 2008 bis 2014 übernahm sie den Vorsitz. Von 2014 bis Mai 2017 stand sie den Regionalfrauen Leoben-Eisenerz vor.
Für die Nationalratswahl 2008 wurde sie von den Delegierten des Bezirkes Leoben einstimmig zur SPÖ-Spitzenkandidatin des Bezirks nominiert. Bei der Wahl selbst konnte sie ein Mandat im Regionalwahlkreis Obersteiermark erlangen und wurde daher am 28. Oktober 2008 in der konstituierenden Sitzung des Nationalrats der XXIV. Gesetzgebungsperiode angelobt. In der Legislaturperiode bis 2013 war sie in der Folge Mitglied in folgenden Ausschüssen: Immunitätsausschuss, Unterausschuss des Unterrichtsausschusses, Rechnungshofausschuss, Ausschuss für Menschenrechte, Gleichbehandlungsausschuss, Landesverteidigungsausschuss, Umweltausschuss und Unterrichtsausschuss.
Auch bei der Nationalratswahl 2013 konnte Gessl-Ranftl erneut ein Grundmandat im Regionalwahlkreis Obersteiermark erlangen. Sie ist daher auch im Nationalrat der XXV. Gesetzgebungsperiode als Abgeordnete vertreten und in diesem Mitglied des Ständigen Unterausschusses des Landesverteidigungsausschusses, des Landesverteidigungsausschusses, des Ausschusses für Menschenrechte, des Rechnungshofausschusses, des Unterrichtsausschusses, des Ausschusses für Konsumentenschutz sowie des Tourismusausschusses. Bis 2014 war sie zudem Obmannstellvertreterin des Immunitätsausschusses.
Seit Februar 2015 ist sie Mitglied der Parlamentarischen Bundesheerkommission.

## Auszeichnungen
- 2016: Großes Ehrenzeichen des Landes Steiermark
- 2017: Großes Silbernes Ehrenzeichen für Verdienste um die Republik Österreich

## Privates
Andrea Gessl-Ranftl ist mit Wolfgang Gessl verheiratet und hat eine Tochter.